# Narrhalla
Die Narrhalla ist eine seit 1893 in München bestehende Karnevalsgesellschaft.

## Geschichte
Am 20. Januar 1893 wurde die Carnevalsgesellschaft ins Leben gerufen, um in München einen Faschingsumzug zu organisieren. Im darauffolgenden Jahr gab es mit August Humpelmayr als Prinz Gustl I. den ersten Münchner Faschingsprinzen. 1908 wurde dem Verein erstmals der Name Narrhalla beigefügt. 1910 gab es für lange Zeit den letzten Faschingsprinzen, bis am 8. März 1925 im Salvatorkeller am Nockherberg wieder der erste Faschingsball nach dem Ersten Weltkrieg stattfand. Seit 1928 gab es auch wieder Faschingsumzüge.
Im Zweiten Weltkrieg wurden keine Faschingsaktivitäten veranstaltet. Seit 1949 finden wieder Faschingsbälle mit Prinzenpaaren in München statt. Die Faschingsumzüge wurden aufgrund mangelnder Beteiligung 1970 eingestellt. Seit 2007 findet wieder der Münchner Faschingszug statt, an dem die Narrhalla München teilnimmt.

## Orden und Auszeichnungen
Neben den alljährlich neugestalteten Faschingsorden verleiht die Narrhalla seit 1973 den Karl-Valentin-Orden und seit 2001 den Kunstpreis Sigi-Sommer-Taler.

## Saisonablauf
Die Narrhalla eröffnet jedes Jahr mit ihrem neuen Prinzenpaar auf dem Viktualienmarkt die Faschingssaison. Dem folgen verschiedene Bälle im Hotel Bayerischer Hof. Der unsinnige Donnerstag (auch Weiberfasching genannt) wird wieder auf dem Viktualienmarkt gefeiert. Die Narrhalla ist auch beim Tanz der Marktfrauen zum Abschluss am Faschingsdienstag dabei.